# Meningite pneumococcica
La meningite pneumococcica è una forma di meningite, una malattia infettiva delle meningi, potenzialmente letale, causata da Streptococcus pneumoniae.

## Epidemiologia
Si tratta della seconda forma più comune dopo la meningite da meningococco, soprattutto negli adulti.

## Eziologia
Può originare per diffusione dei batteri da focolai già presenti, quali otiti, mastoiditi e sinusiti. La trasmissione avviene per via respiratoria e il mieloma multiplo e l'anemia falciforme costituiscono fattori di rischio.

## Clinica
Esordisce in maniera improvvisa con un quadro clinico caratterizzato da febbre e letargia. Nel corso della sua progressione, si possono presentare ostruzioni alla circolazione del liquido cefalorachidiano.
Può anche essere asintomatica, ma il portatore sano è comunque veicolo di infezione.

## Trattamento
Il trattamento consiste nella somministrazione di teicoplanina, vancomicina e meropenem. La profilassi antibiotica di chi è stato in contatto con un caso non è necessaria, a differenza della forma meningococcica.

### Prognosi
La prognosi è infausta, negli adulti, nel 34% dei casi.